# GW-BASIC
GW-BASIC fou una versió del llenguatge de programació BASIC desenvolupat per Microsoft. Es tractava d'una versió realitzada per a ser compatible amb el BASIC introduït a l'IBM PC, anomenat BASICA. BASICA necessitava un ordinador IBM i no funcionava amb ordinadors clònics, ja que part del programari es carregava des de la memòria ROM que IBM incloïa als seus ordinadors.